# Ginoria buchii
Ginoria buchii är en fackelblomsväxtart som först beskrevs av Ignatz Urban, och fick sitt nu gällande namn av S.A.Graham. Ginoria buchii ingår i släktet Ginoria och familjen fackelblomsväxter. Inga underarter finns listade i Catalogue of Life.